# Pyskowice (Basse-Silésie)
Pour les articles homonymes, voir Pyskowice (homonymie).
Pyskowice est une localité polonaise de la gmina et du powiat de Złotoryja en voïvodie de Basse-Silésie.